# Långshyttan
Långshyttan – miejscowość (tätort) w Szwecji, w regionie administracyjnym (län) Dalarna, w gminie Hedemora.
Według danych Szwedzkiego Urzędu Statystycznego liczba ludności wyniosła: 1609 (31 grudnia 2015), 1461 (31 grudnia 2018) i 1470 (31 grudnia 2019).